# 時溥
時 溥（じ ふ、生年不詳 - 893年）は、唐代の軍人。感化軍節度使、のちに武寧軍節度使。本貫は徐州彭城県。

## 経歴
徐州の牙将となった。黄巣が長安を占領すると、僖宗は天下の兵に進討を命じた。感化軍節度使の支詳が時溥と副将の陳璠に兵5000を率いさせて反乱鎮圧に向かわせた。河陰にいたったところで、兵が反乱を起こし、河陰県を略奪してまわった。時溥は兵を招撫し、再び呼び集めたが、罪に問われることを恐れて、境上に駐屯した。支詳が人を派遣して労い、罪を赦したので、時溥は軍を徐州に向かわせた。徐州に入ると、軍人たちは時溥を推して留後に立て、支詳を大彭館に拘禁した。時溥は陳璠を派遣して支詳を長安に帰らせることにした。支詳が七里亭に宿営すると、その夜に陳璠が支詳を一家ごと殺害した。時溥は陳璠を宿州刺史としていたが、その命に違反して支詳を殺したことから、陳璠を殺害した。また時溥は別将に命じて軍3000を率いて長安に向かわせ、僖宗の長安帰還を助けさせ、感化軍節度使の任を受けた。
中和3年（883年）、黄巣が陳州を攻めると、秦宗権が蔡州に拠り、反乱軍同士で連携した。徐州と蔡州は互いに近かったため、時溥は軍を出して蔡州を討ち、連戦連勝した。中和4年（884年）、黄巣が敗亡すると、その将の尚譲が数千人を率いて時溥に降った。のちに林言が黄巣の首級を斬って徐州に降伏したため、時溥が功績第一とされ、検校太尉・中書令に任じられ、鉅鹿郡王に封じられた。光啓元年（885年）、秦宗権の乱がまだ鎮圧できていなかったため、時溥は蔡州四面行営兵馬都統となり、秦宗権の討伐にあたった。
光啓3年（887年）、宣武軍節度使の朱全忠は淮南の楊行密を討伐するべく、徐州に道を借りようとしたが、時溥はこれを阻んだ。朱全忠は怒って、軍を出して徐州を攻めた。光啓年間から大順年間にかけて、汴州の軍は四度集って徐州や泗州を攻撃したことから、徐州の民衆は農耕の稼ぎがなくなり、連年にわたって洪水の被害もあって、人口の6、7割が失われた。景福元年（892年）、時溥が追い詰められて、汴州に和解を求めると、朱全忠は移鎮するよう求めた。朝廷は尚書の劉崇望を時溥に代わって徐州に派遣し、時溥は太子太師となった。しかし時溥は城を出ると殺害されるのを恐れて、交代を受け入れなかった。景福2年（893年）、汴州の将の龐師古が野に布陣すると、時溥は兗州に救援を求めた。朱瑾が出兵して時溥を救援しようとしたが、大雪に遭い、糧食が尽きて撤退した。徐州の城中の守兵たちは飢えに苦しみ、さらに疫病が流行した。4月、汴州の将の王重師と牛存節が夜間に梯で城内に乗りこむと、時溥は妻子とともに燕子楼に登り自ら火を放って焼死した。徐州の地は朱全忠が併呑した。

## 伝記資料
- 『旧唐書』巻182 列伝第132
- 『新唐書』巻188 列伝第113
- 『旧五代史』巻13 梁書13 列伝第3